# Mistrzostwa Ameryki Południowej w Lekkoatletyce 2003
42. Mistrzostwa Ameryki Południowej w Lekkoatletyce – zawody lekkoatletyczne rozgrywane w dniach 20-22 czerwca 2003 roku w wenezuelskim mieście Barquisimeto.

## Rezultaty

### Mężczyźni
| Konkurencja                   | Złoto                                                                                    | Złoto     | Srebro                                                                        | Srebro    | Brąz                   | Brąz      |
| Bieg na 100 m                 | Édson Ribeiro                                                                            | 10.30     | Heber Viera                                                                   | 10.33     | Jarbas Mascarenhas     | 10.36     |
| Bieg na 200 m                 | Heber Viera                                                                              | 20.60     | Claudinei da Silva                                                            | 20.63     | Jorge Sena             | 20.71     |
| Bieg na 400 m                 | William Hernández                                                                        | 45.81     | Anderson Jorge dos Santos                                                     | 46.07     | Mauricio Mery          | 64.20     |
| Bieg na 800 m                 | Fabiano Peçanha                                                                          | 1:46.32   | Osmar dos Santos                                                              | 1:46.92   | Simoncito Silveira     | 1:48.31   |
| Bieg na 1500 m                | Fabiano Peçanha                                                                          | 3:39.74   | Miguel Ángel García                                                           | 3:41.01   | Javier Carriqueo       | 3:42.65   |
| Bieg na 5000 m                | Marílson dos Santos                                                                      | 13:52.15  | William Naranjo                                                               | 14:02.41  | Luis Fonseca           | 14:17.44  |
| Bieg na 10 000 m              | William Naranjo                                                                          | 29:37.38  | Luis Almeida                                                                  | 29:49.11  | José Alejandro Semprún | 30:06.03  |
| Bieg na 3000 m z przeszkodami | Néstor Nieves                                                                            | 8:46.41   | Celso Ficagna                                                                 | 8:51.73   | Richard Arias          | 8:52.66   |
| Bieg na 110 m przez płotki    | Redelen dos Santos                                                                       | 13.45     | Jackson Quiñónez                                                              | 13.59     | Mateus Inocêncio       | 13.69     |
| Bieg na 400 m przez płotki    | Bayano Kamani                                                                            | 50.10     | Cleverson da Silva                                                            | 50.35     | Eronilde de Araújo     | 50.81     |
| Chód na 20 000 m              | Sérgio Galdino                                                                           | 1:25:54.2 | Freddy Hernández                                                              | 1:26:00.0 | Cristián Muñoz         | 1:31:16.1 |
| Sztafeta 4 x 100 m            | Brazylia                                                                                 | 38.96     | Wenezuela · Morillo Juan · Omar Cortés · José Manuel Carabalí · Elly Ollarves | 39,85     | Chile                  | 40:04     |
| Sztafeta 4 x 400 m            | Brazylia · Luís Ambrosio · Eronilde de Araújo · Flávio Godoy · Anderson Jorge dos Santos | 3:05.28   | Wenezuela                                                                     | 3:09.26   | Kolumbia               | 3:09.48   |
| Skok wzwyż                    | Fabrício Romero                                                                          | 2.22      | Jessé de Lima                                                                 | 2.22      | Alfredo Deza           | 2.16      |
| Skok o tyczce                 | Ricardo Diez                                                                             | 5.20      | Javier Benítez                                                                | 5.20      | Gustavo Rehder         | 5.10      |
| Skok w dal                    | Víctor Castillo                                                                          | 7.78      | Sérgio dos Santos                                                             | 7.65      | Irving Saladino        | 7.46      |
| Trójskok                      | Jadel Gregório                                                                           | 16.76     | Anísio Silva                                                                  | 16.22     | Johnny Rodríguez       | 16.12     |
| Pchnięcie kulą                | Marco Antonio Verni                                                                      | 20.23     | Yojer Medina                                                                  | 19.29     | Jhonny Rodríguez       | 18.22     |
| Rzut dyskiem                  | Marcelo Pugliese                                                                         | 57.44     | Jorge Balliengo                                                               | 55.22     | Héctor Hurtado         | 54.61     |
| Rzut młotem                   | Juan Cerra                                                                               | 73.31     | Adrián Marzo                                                                  | 67.25     | Aldo Bello             | 65.27     |
| Rzut oszczepem                | Luis da Silva                                                                            | 79.50     | Noraldo Palacios                                                              | 76.81     | Nery Kennedy           | 75.53     |
| Dziesięciobój                 | Édson Bindilatti                                                                         | 7254 pkt. | Juan Jaramillo                                                                | 6763 pkt. | Enrique Aguirre        | 6585 pkt. |

### Kobiety
| Konkurencja                   | Złoto                                                                                              | Złoto     | Srebro                                                                                    | Srebro    | Brąz                | Brąz      |
| Bieg na 100 m                 | Digna Luz Murillo                                                                                  | 11.35     | Lucimar de Moura                                                                          | 11.43     | Wilmary Álvarez     | 11.59     |
| Bieg na 200 m                 | Digna Luz Murillo                                                                                  | 23.13     | Lucimar de Moura                                                                          | 23.34     | Wilmary Álvarez     | 23.40     |
| Bieg na 400 m                 | Ceisa Coutino                                                                                      | 51.81     | Eliana Pacheco                                                                            | 52.43     | Josiane Tito        | 52.68     |
| Bieg na 800 m                 | Luciana Mendes                                                                                     | 2:02.06   | Christine dos Santos                                                                      | 2:02.50   | Rosibel García      | 2:02.84   |
| Bieg na 1500 m                | Juliana de Azevedo                                                                                 | 4:17.54   | Niusha Mancilla                                                                           | 4:21.54   | Ana Cláudia Coimbra | 4:21.75   |
| Bieg na 5000 m                | Maria Rodrigues                                                                                    | 16:11:70  | Erika Olivera                                                                             | 16:23.97  | Lucélia Peres       | 16:36.31  |
| Bieg na 10 000 m              | Ednalva da Silva                                                                                   | 34:13.50  | Erika Olivera                                                                             | 34:43.02  | Luz Eliana Silva    | 35:01.73  |
| Bieg na 3000 m z przeszkodami | Mónica Amboya                                                                                      | 10:25.90  | Silvia Paredes                                                                            | 10:38.22  | Patrícia Lobo       | 10:55.88  |
| Bieg na 100 m przez płotki    | Gilvaneide Parrela                                                                                 | 13.44     | Maíla Machado                                                                             | 13.63     | Princesa Oliveros   | 13.77     |
| Bieg na 400 m przez płotki    | Lucimar Toedoro                                                                                    | 56.86     | Raquel da Costa                                                                           | 57.51     | Princesa Oliveros   | 57.53     |
| Chód na 20 000 m              | Sandra Zapata                                                                                      | 1:40:52.6 | Morelba Useche                                                                            | 1:48:24.9 | Marcela Pacheco     | 1:49:50.1 |
| Sztafeta 4 x 100 m            | Brazylia · Renata Vilela Sampaio · Lucimar de Moura · Rosemar Maria Neto · Thatiana Regina Ignâcio | 44.16     | Kolumbia · Mirtha Brock · Luz Celia Ararat · Melisa Murillo · Digna Luz Murillo           | 44.67     | Chile               | 45.37     |
| Sztafeta 4 x 400 m            | Brazylia · Maria Laura Almirão · Josiane Tito · Lucimar Teodoro · Geisa Coutinho                   | 3:28.64   | Wenezuela · Wilmary Álvarez · Ángela Elisabeth Alfonso · Yusmelys García · Eliana Pacheco | 3:34.30   | Kolumbia            | 3:41.05   |
| Skok wzwyż                    | Lucieane Dambacher                                                                                 | 1.82      | Yetzálida Pérez                                                                           | 1.82      | Claudia Casals      | 1.79      |
| Skok o tyczce                 | Alejandra García                                                                                   | 4.20      | Carolina Torres                                                                           | 4.20      | Milena Agudelo      | 4.00      |
| Skok w dal                    | Keila Costa                                                                                        | 6.30      | Catherine Ibargüen                                                                        | 6.04      | Mónica Falcioni     | 5.94      |
| Trójskok                      | Keila Costa                                                                                        | 13.62     | Luciana dos Santos                                                                        | 13.42     | Catherine Ibargüen  | 13.07     |
| Pchnięcie kulą                | Elisângela Adriano                                                                                 | 18.34     | Luz Dary Castro                                                                           | 16.59     | Marianne Berndt     | 16.39     |
| Rzut dyskiem                  | Elisângela Adriano                                                                                 | 58.37     | Luz Dary Castro                                                                           | 51.73     | María Cubillán      | 50.47     |
| Rzut młotem                   | Katiuscia de Jesus                                                                                 | 61.01     | Josiane Soares                                                                            | 59.65     | Adriana Benaventa   | 58.34     |
| Rzut oszczepem                | Sabina Moya                                                                                        | 58.30     | Alessandra Resende                                                                        | 57.01     | Romina Maggi        | 52.36     |
| Siedmiobój                    | Thaimara Rivas                                                                                     | 5622 pkt. | Elizete da Silva                                                                          | 5334 pkt. | Valeria Steffens    | 5169 pkt. |

## Klasyfikacja medalowa
| Klasyfikacja medalowa | Klasyfikacja medalowa | Klasyfikacja medalowa | Klasyfikacja medalowa | Klasyfikacja medalowa | Klasyfikacja medalowa |
| --------------------- | --------------------- | --------------------- | --------------------- | --------------------- | --------------------- |
| Miejsce               | Kraj                  |                       |                       |                       | Razem                 |
| 1                     | Brazylia              | 27                    | 18                    | 9                     | 54                    |
| 2                     | Wenezuela             | 5                     | 8                     | 10                    | 23                    |
| 3                     | Kolumbia              | 5                     | 7                     | 8                     | 20                    |
| 4                     | Argentyna             | 3                     | 3                     | 4                     | 10                    |
| 5                     | Chile                 | 1                     | 3                     | 8                     | 12                    |
| 6                     | Ekwador               | 1                     | 1                     | 1                     | 3                     |
| 7                     | Panama                | 1                     | 0                     | 1                     | 2                     |
| 8                     | Boliwia               | 0                     | 1                     | 0                     | 1                     |
| 9                     | Paragwaj              | 0                     | 0                     | 1                     | 1                     |
| 9                     | Peru                  | 0                     | 0                     | 1                     | 1                     |